# 硫代甲亚磺酸-S-甲酯
硫代甲亚磺酸-S-甲酯是一种有机硫化合物，化学式为C2H6OS2，或写作CH3S(O)SCH3。它可由二甲基二硫经间氯过氧苯甲酸氧化制得，或通过甲亚磺酰氯和甲硫醇在吡啶存在下反应得到。它可以歧化为二甲基二硫和硫代甲磺酸-S-甲酯。